# スプリングフィールドゴルフクラブ
スプリングフィールドゴルフクラブ（Spring Field Golf Club）は、岐阜県多治見市にあるゴルフ場である。

## 概要
「スプリングフィールドゴルフクラブ」は、愛知県名古屋市に本社を置く総合リゾート企業「リゾートトラスト株式会社」の関係会社である「多治見クラシック株式会社」が、新たなゴルフ場の建設に向けて経営母体「リゾートトラストゴルフ事業株式会社」を設立したことに始まる。
ゴルフ場の建設地は、岐阜県多治見市小名田町地区のなだらかな丘陵地に決定された。コース設計は、ロバート・トレント・ジョーンズ・ジュニア（Robert Trent Jones Junior）が行い、1987年（昭和62年）5月1日、18ホールのメンバーシップゴルフ場として開場された。
コースは丘陵コースで、全体的にフェアウェイはほとんどフラットで、大小の池やクリークが8カ所レイアウトされている。フェアウェイは、微妙なアンジュレーションをもち難易度が高く、グリーンはうねっていて3パットが出やすい。コースの状況に応じたショットが求められ、そうでないとスコアはまとまらない。
ロバート・トレント・ジョーンズ・ジュニアは、1939年（昭和14年）、アメリカニュージャージー州生、エール大学卒業後、スタンフォード・ロースクール進学。その後、父のもとで設計を学び独立。父のロバート・トレント・ジョーンズ・シニア（Robert Trent Jones Senior）とともに世界的なゴルフ場設計家で、設計したゴルフ場は世界で250以上の実績がある。コース設計の哲学は「リスク＆リワード」で、ハザードを克服すれば報酬が得られ、リスクの高いルートと安全なルートが設定され、プレーヤーの考えに委ねられる。
ロバート・トレント・ジョーンズ・ジュニアの日本での設計コースは19コースを数え、「パインレークゴルフクラブ」（兵庫県、1984年（昭和59年）開場）、「ゴールデンバレーゴルフ倶楽部」（兵庫県、1987年（昭和62年）開場）、「チェリーヒルズゴルフクラブ」（兵庫県、1989年（平成元年）開場）、「鬼ノ城ゴルフ倶楽部」（岡山県、1992年（平成4年）開場）、「桂ゴルフ倶楽部」（北海道、1993年（平成5年）開場）、「美浦ゴルフ倶楽部」（茨城県、1993年（平成5年）開場）、「ザ・カントリークラブ」（滋賀県、1995年（平成7年）開場）などのゴルフ場がある。

## 所在地
〒507-0002 岐阜県多治見市小名田町1番地

## コース情報
- 開場日 - 1987年5月1日
- 設計者 - ロバート・トレント・ジョーンズ・ジュニア
- 面積 - 990,000m2（約29.9万坪）
- コースタイプ - 丘陵コース
- コース - 18ホールズ、パー72、6,890ヤード、コースレート74.2
- フェアウェー - コウライ
- ラフ - ノシバ
- グリーン - グリーン、ベント（ペンクロス）
- ハザード - バンカー62、池が絡むホール9
- ラウンドスタイル - キャディ・セルフ選択可、キャディ付、セルフの選択、全組カート付、乗用カート(5人乗り)
- 練習場 - 15打席230ヤード
- 休場日 - 毎週月曜日、12月31日、1月1日[3][4]

## クラブ情報
- ハウス面積 - 3,587m2（1,085坪）
- ハウス設計 - 株式会社 彦谷建築設計事務所
- ハウス施工 - 大成建設株式会社[3][4]

## ギャラリー
- コース - [5]
- ハウス - [6]

## 交通アクセス
- 鉄道 - 中央線（JR東海） - 名古屋駅より タクシー利用 約10分[7]
- 道路 - 中央高速道路 - 多治見ICより 約20分[7]

## 関連文献
- 『中部財界』、「5月1日"待望"のオープン! スプリングフィールドゴルフクラブ」、名古屋 中部財界社、1987年6月
- 『週刊ダイヤモンド Diamond weekly』、「Good Shot! 週刊ダイヤモンドが選んだ日本のベスト・コース150(10)第42位 スプリングフィールドゴルフクラブ」、西澤忠著、東京 ダイヤモンド社、2002年7月13日
- 『ゴルフ場ガイド 西版』、2006-2007、「スプリングフィールドゴルフクラブ」、東京 ゴルフダイジェスト社、2006年5月